# ریکاردو تانتاردینی
ریکاردو تانتاردینی (انگلیسی: Riccardo Tantardini؛ زادهٔ ۶ مهٔ ۱۹۹۳) بازیکن فوتبال اهل ایتالیا است.
از باشگاه‌هایی که در آن بازی کرده‌است می‌توان به باشگاه فوتبال آتالانتا اشاره کرد.